# Горохівська височина
Горо́хівська височина́ — західна частина Волинської височини. Розташована на півдні Волинської області (у межах Луцького і Володимирського районів) та (частково) на півночі Львівської області (у межах Шептицького району). Зі сходу межує з долиною річки Стир, з півдня — долинами річок Острівки і Білостоку, з заходу — долинами річок Західний Буг і Луги (в середній течії). З півночі Горохівська височина межує з Поліською низовиною.
Переважні висоти 250–260 м, максимальна — 292,6 м. 
Головний європейський вододіл проходить через Горохівську височину з півдня на північ та північний захід, розділяючи її на дві асиметричні частини. Західна частина являє собою хвилясту рівнину, яка розчленована широкими балками і значною мірою заболочена. Переважають сірі лісові ґрунти. Східна частина річковими долинами розчленована на три пасма; тут домінують надзаплавні терасні місцевості з поширенням чорноземів. 
Лісистість Горохівської височини не перевищує 6% (дуб, граб, сосна), розораність території сягає 70%. Уздовж річкових заплав — заболочені луки.
- Назва височини походить від назви міста Горохова, яке розташоване в її центральній частині.